# Буренин, Борис Анатольевич
Бори́с Анато́льевич Буре́нин (1893 — 4 сентября 1937) — российский и советский военный деятель, начальник дивизии.

## Биография
Родился в городе Вологде. Происходил из мещан. Окончил Вологодское Александровское реальное училище. Военное образование получил в Алексеевском военном училище, из которого был выпущен по 1 разряду в чине подпоручика в Гроховский 182-й пехотный полк, младший офицер 6-й роты. Участник Первой мировой войны в составе того же полка. 23 апреля 1915 убыл на укомплектование 14-го стрелкового полка. Награждён орденом Святого Георгия 4-й степени. В 1917 году закончил ускоренные курсы 1-й очереди в Академии Генерального штаба. В конце 1917 года — старший адъютант штаба 32-й пехотной дивизии, штабс-капитан. Дивизионным комитетом был выбран начальником штаба дивизии.

### В РККА
После зачисления в состав РККА занимал должность сначала помощника, а затем и начальника оперативного управления Северного фронта РСФСР. С апреля по сентябрь 1918 года продолжил обучение на старшем курсе Военной Академии.  Включён в списки Генерального штаба (1920). Во время советско-польской войны занимал должность начальника 18-й стрелковой дивизии. По результатам июльского наступления был награждён орденом Красного Знамени. После Варшавского сражения вместе с дивизией был интернирован в Восточной Пруссии. Сначала находился в лагере «Арис», затем был переведён в лагерь Зальцведеля. После возвращения из Германии в Россию работал в Полевом штабе РВСР. В 1924 году демобилизовался, в дальнейшем работал в системе наркомата земледелия.
Умер в Москве в 1937 году, похоронен на Новодевичьем кладбище.